# ハーフリング
ハーフリング (halfling) は、さまざまなファンタジー小説やゲームに登場する架空の種族。一般的には、身長が人間の半分ほどである点を除き、人間によく似た種族とされている。
元々の「ハーフリング」という単語はスコットランドやイングランド北部で「（15歳ぐらいの）未成年者」や「1ペニー銀貨の半分」を示す言葉で、「ハーフリングズ（halflings）」だと「半分だけ、半ば、部分的に、いくぶん」というような意味になるが、こうしたこともあり、J・R・R・トールキンの著作では小人種族（3-4フィート）のホビットがこう呼ばれることをよく思ってない描写がある。
その後、『ダンジョンズ&ドラゴンズ』 (D&D) において、権利上の問題から小人の種族名を「ホビット」の代わりに「ハーフリング」で使うようになったが、次第に独自の種族としての設定が確立されていった。
この種族は他のゲームでも使用されるようになり、ケンダーやグラスランナーといったさらなる派生種族も生まれている。

## ダンジョンズ&ドラゴンズ
『D&D』では、初期の版からプレイヤーキャラクターの種族として選択可能なデミヒューマンの一種である。
初期の版にはホビットが登場し、設定も『ホビットの冒険』や『指輪物語』のものに酷似していた。これを歓迎しなかったトールキン財団の抗議により、TSRはこの種族の名前を「ハーフリング」に変えた。この単語もトールキン作中での人間によるホビットの呼称としてあるが使用頻度はそれほど高くはない。
初期の『D&D』のハーフリングもトールキンのホビットによく似ており、冒険に出るよりも家で平穏な暮らしを送ることを好むとされている。キャラクタークラスはシーフに適しているが、根っからの泥棒というわけではない（種族がクラスとして扱われている『クラシック D&D』では、そもそもシーフになることができない）。
『D&D 第3版』になると、ハーフリングのライフスタイルも見直された。その結果、やっかいな日和見主義者であったり、放浪者であったり、トレジャーハンターであったりするなど、冒険者として危険な場所へ旅する理由が付けやすいようになった。